# Apage Satanas
Apage Satanas to szósty album czeskiego zespołu metalowego Arakain, wydany w 1998 i składający się z 13 nagrań.

## Tytuły utworów
1. A zvony zvoní 03:50
2. Mý jméno je plamen 03:35
3. Karavana slibů 03:40
4. Kyborg 04:28
5. Princess 04:17
6. Špatný dny 03:55
7. Návrat bohů 04:44
8. Šér Chán 04:41
9. Hey kritik 04:03
10. Půl století 04:42
11. Trip 04:54
12. Promiňte slečno 03:32
13. Apage Satanas 04:20